# فرانکلین تمپلتون
فرانکلین تمپلتون (انگلیسی: Franklin Templeton) شرکت سرمایه‌گذاری آمریکایی است، که در زمینه مدیریت سرمایه‌گذاری، مدیریت صندوق‌های سرمایه‌گذاری مشترک و صندوق‌های بازنشستگی فعالیت می‌کند.
شرکت فرانکلین تمپلتون در سال ۱۹۴۱ توسط روپرت اچ. جانسون تحت نام شرکت فرانکلین تأسیس شد. این شرکت در سال ۱۹۹۲ اقدام به خریداری شرکت تمپلتون نمود و در پی ادغام دو شرکت، فرانکلین تمپلتون شکل گرفت. شرکت فرانکلین تمپلتون در حال حاضر مالک بیش از ۲۰۰ صندوق سرمایه‌گذاری با سرمایه متغیر و ۷ صندوق سرمایه‌گذاری محدود می‌باشد.
دفتر مرکزی این شرکت در شهر سان ماتیو، کالیفرنیا، ایالات متحده آمریکا قرار دارد، همچنین دارای ۳۶ دفتر در کشورهای مختلف است. بخشی از سهام این شرکت در بازار بورس نیویورک معامله می‌شود.